# Léonie Périault
Pour les articles homonymes, voir Périault.
Léonie Périault née le 31 juillet 1994 à Clamart, est une triathlète française, championne de France, d'Europe et du monde en relais mixte avec l'équipe de France de triathlon en 2018 et cinquième aux Jeux Olympiques de Tokyo.

## Biographie

### Jeunesse et formation sportive
Léonie Périault naît à Clamart et grandit à Vélizy, dans les Yvelines. Elle commence dès le plus jeune âge le sport et elle pratique son premier triathlon à l'âge de 8 ans, mais elle est à cette époque avant tout nageuse en section sport-études du collège Rameau et à la Société de natation de Versailles. Après une première expérience au Stade Français Saint-Cloud, elle se met sérieusement au triathlon en 2006 et se forme à Versailles Triathlon avec Thibaut Kerhervé et intègre la section sportive triathlon du lycée Marie-Curie. Elle goûte pour la première fois aux podiums nationaux en devenant vice-championne de France minimes de Triathlon en 2008 derrière Justine Guérard Elle participe au sein d'une sélection régionale francilienne à ses premières compétitions internationales en Coupe d'Europe juniors.
Elle rejoint brièvement le club de Poissy Triathlon au début d'année 2011 où elle décroche son premier titre national individuel en duathlon chez les cadettes, puis à l'automne de la même année le club d’Issy-les-Moulineaux et Guillaume Lepors. En 2012, elle devient vice-championne d'Europe juniors à Eilat, puis vice-championne du monde juniors à Auckland. En 2013, elle est championne de France juniors de Triathlon devant Cassandre Beaugrand et Jeanne Lehair. Revenue sous les couleurs de Poissy Triathlon, elle confirme ses progrès en 2015, en prenant l'argent chez les espoirs (U23) aux championnats de monde de triathlon à Chicago, devancée au sprint sur la ligne d'arrivée par sa compatriote Audrey Merle et renouvelle cette performance l'année suivante à Cozumel, battue par l'Allemande Laura Lindemann. À cette période elle s'installe au pôle France de Montpellier et confie son entraînement à Stéphanie Deanaz.

### Carrière en triathlon
Elle obtient son premier titre en élite lors de l'épreuve de coupe d'Europe à Weert, aux Pays-Bas, en juin 2016. Elle remporte deux mois et demi plus tard en équipe le premier championnat d'Europe des clubs champions. Le 26 août 2017, elle prend la sixième place dans une épreuve du championnat du monde à Stockholm lors de sa toute première compétition dans ces joutes que se livrent les meilleurs du monde. En mai 2018, elle remporte en équipe les premiers championnats de France de triathlon en relais mixte, pratique nouvelle qui fait son entrée au programme olympique en 2020. Le lendemain, elle devient vice-championne de France pour la 4e année consécutive.
En juillet 2018, elle fait partie de l'équipe de France de relais mixte lors des championnats du monde de cette spécialité. Première relayeuse de l'équipe, elle fait un gros effort pour transmettre le relais en deuxième position derrière l'Allemande Laura Lindemann. Dorian Coninx second relayeur est au coude à coude durant la première partie de course avec Jonathan Brownlee. Il prend l'ascendant durant la course à pied, creuse un écart avec le Britannique et passe le relais à Cassandre Beaugrand qui doit affronter l'Américaine Katie Zaferes qui reste au contact de la Française jusqu'au passage du dernier relais. Vincent Luis dernier relayeur, ne laisse aucun doute sur sa forme et sa maîtrise à ce moment. Il prend rapidement du champ sur les derniers relayeurs, américain, britannique et australien, qui se disputent les dernières marches du podium. L'équipe de France vainqueur en 1 h 20 min 6 s, ajoute un second titre mondial de cette spécialité à son palmarès et donne un premier titre mondial à Léonie Périault. Elle complète ses victoires en relais mixte par une nouvelle médaille d'or aux championnats d'Europe à Glasgow, où elle s'impose avec ses coéquipiers et rajoute un deuxième titre international à son palmarès.
Le 31 juillet 2021, elle fait partie de l'équipe qui remporte la médaille de bronze lors du relais mixte de triathlon aux Jeux olympiques de Tokyo en compagnie de Dorian Coninx, Cassandre Beaugrand et Vincent Luis, premier titre olympique de l'histoire pour l'équipe de France de triathlon. Fin 2022, elle prend la 5e place de la grande finale des séries mondiales de triathlon (WTCS) à Abu Dhabi et est sélectionnée pour les événements test des Jeux olympiques d'été de 2024.
Au début 2023, elle revient au club Versailles Triathlon et s’entraîne avec Romain Lieux afin de préparer le dernier cycle pour les Jeux olympiques de Paris 2024. Au mois de juin 2023, elle prend la seconde place de l'étape des WTCS à Montréal. Elle participe à la course olympique de Paris 2024 et passe la ligne d'arrivée en 27e position en réalisant un temps de 2 h 0 min 40 s.

### Autre pratique sportive
Elle pratique également pendant la période hivernale, le cross-country dont elle devient championne de France juniors en 2012 et vice-championne de France en 2018, ne perdant que sept secondes sur la championne d'athlétisme Sophie Duarte.

## Palmarès

### En triathlon
Le tableau présente les résultats les plus significatifs (podium) obtenus sur le circuit national et international de triathlon depuis 2013,.
| Année | Compétition                                     | Pays     | Position           | Temps           |
| ----- | ----------------------------------------------- | -------- | ------------------ | --------------- |
| 2024  | WTCS Yokohama                                   | Japon    | Médaille d'or      | 1 h 52 min 28 s |
| 2023  | WTCS Montréal                                   | Canada   | Médaille d'argent  | 58 min 12 s     |
| 2022  | Coupe du monde - l'étape de Karlovy Vary        | Tchéquie | Médaille d'or      | 2 h 5 min 4 s   |
| 2022  | Coupe du monde - l'étape sprint de Valence      | Espagne  | Médaille de bronze | 55 min 24 s     |
| 2022  | WTS Yokohama                                    | Japon    | Médaille d'argent  | 1 h 51 min 50 s |
| 2021  | WTS Edmonton                                    | Canada   | Médaille d'argent  | 1 h 55 min 43 s |
| 2021  | Championnats d'Europe de triathlon sprint       | Autriche | Médaille de bronze | 35 min 27 s     |
| 2021  | Coupe d'Europe - l'étape sprint de Melilla      | Espagne  | Médaille de bronze | 57 min 27 s     |
| 2020  | Championnat de France courte distance           | France   | Médaille d'or      | 58 min 16 s     |
| 2018  | Grand Prix de triathlon - Étape de Dunkerque    | France   | Médaille d'or      | 59 min 36 s     |
| 2018  | Grand Prix de triathlon - Étape de Quiberon     | France   | Médaille d'or      | 57 min 2 s      |
| 2018  | Championnat de France courte distance           | France   | Médaille d'argent  | 1 h 2 min 26 s  |
| 2017  | Coupe du monde - l'étape sprint de Tiszaújváros | Hongrie  | Médaille d'argent  | 1 h 0 min 46 s  |
| 2017  | Championnat de France courte distance           | France   | Médaille d'argent  | 0 h 55 min 44 s |
| 2016  | Championnat de France courte distance           | France   | Médaille d'argent  | 1 h 0 min 48 s  |
| 2016  | Coupe d'Europe à Weert                          | Pays-Bas | Médaille d'or      | 1 h 55 min 44 s |
| 2016  | Coupe d'Europe premium à Karlovy Vary           | Tchéquie | Médaille d'argent  | 2 h 7 min 23 s  |
| 2016  | Coupe d'Europe - l'étape de Quarteira           | Portugal | Médaille de bronze | 2 h 4 min 39 s  |
| 2015  | Championnat de France courte distance           | France   | Médaille d'argent  | 1 h 0 min 53 s  |
| 2015  | Coupe d'Europe sprint à Châteauroux             | France   | Médaille d'argent  | 1 h 2 min 6 s   |
| 2013  | Championnat de France courte distance           | France   | Médaille de bronze | 1 h 3 min 42 s  |

| Année | Compétition                              | Pays        | Position           | Temps           |
| ----- | ---------------------------------------- | ----------- | ------------------ | --------------- |
| 2022  | Championnat d'Europe des clubs champions | Espagne     | Médaille d'argent  | 1 h 19 min 24 s |
| 2021  | Jeux olympiques - relais mixte           | Japon       | Médaille de bronze | 1 h 24 min 4 s  |
| 2020  | Championnat du monde en relais mixte     | Allemagne   | Médaille d'or      | 1 h 18 min 25 s |
| 2019  | Championnat d'Europe des clubs champions | Portugal    | Médaille d'or      | 1 h 21 min 5 s  |
| 2019  | WTS Tokyo                                | Japon       | Médaille d'or      | 1 h 26 min 33 s |
| 2019  | WTS Nottingham                           | Royaume-Uni | Médaille de bronze | 1 h 24 min 3 s  |
| 2018  | Championnat d'Europe des clubs champions | Portugal    | Médaille d'or      | 1 h 23 min 9 s  |
| 2018  | Championnats d'Europe en relais mixte    | Royaume-Uni | Médaille d'or      | 1 h 15 min 7 s  |
| 2018  | Championnat du monde en relais mixte     | Allemagne   | Médaille d'or      | 1 h 20 min 6 s  |
| 2018  | Championnat de France en relais mixte    | France      | Médaille d'or      | 1 h 57 min 14 s |
| 2016  | Championnat d'Europe des clubs champions | Espagne     | Médaille d'or      | 1 h 23 min 32 s |

### En athlétisme
Le tableau présente les résultats les plus significatifs (« Top 10 ») obtenus sur le circuit national de cross-country depuis 2018.
| Année | Compétition                            | Lieu             | Place | Épreuve    | Performance |
| ----- | -------------------------------------- | ---------------- | ----- | ---------- | ----------- |
| 2025  | Championnat de France de cross-country | Challans         | 1ere  | Individuel | 31 min 04   |
| 2024  | Championnat de France de cross-country | Le Garric        | 2e    | Individuel | 34 min 53 s |
| 2023  | Championnat de France de cross-country | Carhaix-Plouguer | 4e    | Individuel | 35 min 06 s |
| 2018  | Championnat de France de cross-country | Plouay           | 2e    | Individuel | 34 min 59 s |

## Décorations
- Chevalier de l'ordre national du Mérite le 8 septembre 2021[28]